# MRPL20
MRPL20 (англ. Mitochondrial ribosomal protein L20) – білок, який кодується однойменним геном, розташованим у людей на короткому плечі 1-ї хромосоми.  Довжина поліпептидного ланцюга білка становить 149 амінокислот, а молекулярна маса — 17 443.
| 10         |  | 20         |  | 30         |  | 40         |  | 50         |
| ---------- |  | ---------- |  | ---------- |  | ---------- |  | ---------- |
| MVFLTAQLWL |  | RNRVTDRYFR |  | IQEVLKHARH |  | FRGRKNRCYR |  | LAVRTVIRAF |
| VKCTKARYLK |  | KKNMRTLWIN |  | RITAASQEHG |  | LKYPALIGNL |  | VKCQVELNRK |
| VLADLAIYEP |  | KTFKSLAALA |  | SRRRHEGFAA |  | ALGDGKEPEG |  | IFSRVVQYH  |

A: Аланін

C: Цистеїн

D: Аспарагінова кислота

E: Глутамінова кислота

F: Фенілаланін

G: Гліцин

H: Гістидин

I: Ізолейцин

K: Лізин

L: Лейцин

M: Метіонін

N: Аспарагін

P: Пролін

Q: Глутамін

R: Аргінін

S: Серин

T: Треонін

V: Валін

W: Триптофан

Кодований геном білок за функціями належить до рибонуклеопротеїнів, рибосомних білків. 
Задіяний у такому біологічному процесі як альтернативний сплайсинг. 
Локалізований у мітохондрії.